# A Contract with God
A Contract with God (in het Nederlands verschenen als 'Een Contract met God') is een graphic novel van Will Eisner uit 1978, die beschouwd wordt als een van de oervaders van deze stripvorm. De verhalen in het boek zijn los gebaseerd op jeugdherinneringen van Eisner zelf.
Hoewel het niet letterlijk 'de' eerste graphic novel is, plaveide de titel de weg naar acceptatie van de graphic novel als volwaardig kunst- en commerciële uiting. Eisner streefde zelf een literaire comicvorm na met A Contract with God. Het boek is vertaald in elf talen.

## Inhoud
A Contract with God is een verzameling van vier door Eisner gemaakte verhalen die samen 180 bladzijden beslaan. Deze spelen zich allen af in en rond het dichtbevolkte appartementencomplex Dropsy Avenue in The Bronx, waar Eisner vroeger zelf woonde. De verhalen dragen de volgende titels:

### A Contract with God
Frimme Hersh (gebaseerd op Eisner zelf) is een man die door zijn behulpzame en respectvolle natuur erg gewaardeerd wordt door zijn omgeving. Hij besluit daarom een contract met God in steen te beitelen, waarin hij zijn trouw verklaart, in ruil voor de bescherming die God hem biedt.
Op een dag treft hij een te vondeling gelegde baby voor zijn deur aan. Hij noemt het meisje Rachele, voedt haar zo goed als hij kan op en overstelpt haar met aandacht en liefde. Maar op haar zestiende wordt ze ziek en sterft (gebaseerd op Eisners dochter Alice, die op haar zestiende stierf aan leukemie). Hierop beschuldigt een woedende Hersch God van het eenzijdig niet nakomen van hun contract en besluit zelf voor zijn welvaart te gaan zorgen, goedschiks dan wel kwaadschiks.

### The Street Singer
Eddie is een armoedzaaier met een zwangere vrouw en kind op komst, die liever op straat rondhangt en zingt voor fooien, dan een baan zoekt. Wat hij bijeenschraapt met zingen, geeft hij grotendeels uit aan alcohol. Op een dag haalt voormalig operazangeres Marta Maria hem binnen. Ze ziet veel talent in hem en gouden bergen in het vooruitzicht. Eddie haast zich met het van haar gekregen geld naar de slijter om zich een stuk in zijn kraag te drinken en vertelt zijn vrouw van het nieuwe toekomstperspectief dat hem te wachten staat. Tot hij zich realiseert dat hij het adres van Maria niet onthouden heeft.

### The Super
Mr.Scuggs is de conciërge en opzichter voor de huisbaas van Dropsy Avenue. Hij is beroepsmatig de machtigste man in het gebouw, maar heeft privé enkel zijn hond Hugo en een verzameling porno om hem gezelschap te houden.
Op een dag klopt Rosie op zijn deur, het tienjarige nichtje van een huurder. Zij geeft Hugo een snoepje en laat Mr.Scuggs voor een dubbeltje onder haar rokje gluren. Wanneer ze vertrekt, gaat ze er echter vandoor met zijn geldkistje. Bovendien blijkt ze Hugo vergiftigd te hebben en de hond sterft. Uitzinnig gaat Mr.Scuggs achter het meisje aan, maar onder het toeziend oog van de huurders heeft hij de schijn tegen zich en bedaart. Als even later ook de politie nog op zijn deur klopt, schiet Mr.Scuggs zich door het hoofd.

### Cookalein
Een cookalein is een goedkoop vakantiepark waar mensen een huisje kunnen huren, maar zelf voor het eten moeten zorgen. Het gelijkgetitelde verhaal gaat over een groepje Joodse jeugd van verschillende komaf dat samen een zomervakantie doorbrengt in een cookalein, veelal op zoek naar een geschikte partner.

## Uitgaves
A Contract with God kwam oorspronkelijk uit bij Baronet Books. Sinds de zevende druk verzorgt DC Comics de uitgave van het boek. In het Nederlandse taalgebied weerschenen sinds 1990 uitgaves bij uitgeverij Sherpa en uitgeverij Atlas.